# Auditorio Municipal de Nueva Orleans
El Auditorio Municipal de Nueva Orleans (en inglés: Municipal Auditorium)  es un arena multiusos de 7853 asientos en Nueva Orleans, Luisiana, al sur de los Estados Unidos y una parte del Centro Cultural de Nueva Orleans, junto al Teatro Mahalia Jackson de las Artes Escénicas. Se encuentra en el barrio de Tremé en el Parque Louis Armstrong, cerca de la Plaza Congo. El estadio abrió sus puertas en el 30 de mayo de 1930. Fue construido por el contratista George A. Caldwell, quien también diseñó nueve edificios del campus de la Universidad Estatal de Luisiana en Baton Rouge y tres juzgados de la parroquia. Ha sido usado para conciertos, partidos de baloncesto, peleas de boxeo entre otras actividades.